# Paesaggio lombardo
Paesaggio lombardo è un dipinto di Giuseppe Ferrata. Eseguito nel 1932, appartiene alle collezioni d'arte della Fondazione Cariplo.

## Descrizione
Si tratta di una veduta della campagna presso Gallarate, come indicato sul retro del cartone. Il soggetto e la delicatezza nell'esecuzione sono caratteristiche ricorrenti nella pittura di Ferrata.